# الهسوسا
ال-هسوسا یک منطقهٔ مسکونی در یمن است که در استان حضرموت واقع شده‌است.